# Micrixalus fuscus
Micrixalus fuscus és una espècie de granota que viu a l'Índia.
Està amenaçada d'extinció per la pèrdua del seu hàbitat natural.